# Элеонора Английская (графиня Бара)
Элеонора Английская (англ. Eleanor of England; 17 июня 1264, в 1266 или незадолго до 17 июня 1269, Виндзорский замок, Беркшир, Королевство Англия — 29 августа 1297/98, Гент, Фландрия) — старшая дочь короля Англии Эдуарда I и Элеоноры Кастильской. С 1273 года была помолвлена с Альфонсо Арагонским, но брак так и не был заключён из-за смерти жениха. В 1293 году стала женой графа Бара Генриха III.

## Биография
Элеонора родилась в семье будущего короля Англии Эдуарда I (на момент её рождения — наследника престола) и его первой жены Элеоноры Кастильской. Это произошло в Виндзорском замке в Беркшире, согласно одной из хроник — в 1269 году. Сохранилось распоряжение от 17 июня 1269 года о выдаче награды «Джону де Бому, йомену Элеоноры, супруги Эдуарда, королевского сына, за принесение благой вести о рождении у неё дочери Элеоноры»; соответственно рождение принцессы должно быть датировано временем незадолго до этого дня. Однако есть и другие варианты датировки — 17 июня 1264 года или 1266 год.
В 1270 году родители принцессы отправились в крестовый поход, оставив её в Англии, а в 1272 году Эдуард (тогда ещё отсутствующий) стал королём после смерти отца. 8 октября 1272 года или 2 октября 1273 года, на пути домой, он встретился в Аквитании с наследником арагонского престола Педро (впоследствии королём Педро III) и договорился о браке Элеоноры с его старшим сыном Альфонсо; таким образом Эдуард рассчитывал скрепить антифранцузский союз двух королевств. Эти планы оказались под угрозой в 1274 году, когда обсуждался возможный брак Альфонсо с Жанной Наваррской, но позже были подтверждены. В 1281 году отец жениха попросил Эдуарда прислать ему Элеонору, чтобы та могла получить воспитание в Арагоне, но король Англии предложил подождать. В 1282 году была заключена официальная помолвка. Предполагалось, что вскоре Элеонора отправится к будущему мужу, но в этот момент началась война между Арагоном и Неаполем из-за Сицилии, причём на стороне Неаполя оказались король Франции и папа римский. Арагон теперь был во внешнеполитической изоляции, и Эдуард счёл момент неподходящим для династического союза. В 1285 году Альфонсо стал королём. 15 августа 1290 года в Вестминстерском аббатстве был заключён предварительный брак по доверенности; в следующем году в Барселоне должна была состояться свадьба, но в разгар приготовлений жених Элеоноры внезапно умер.
Позже Эдуард I нашёл дочери другого мужа — тоже с перспективой заключения антифранцузского союза. 20 сентября 1293 года в Бристоле он выдал Элеонору за графа Бара Генриха. Источники упоминают организованный по этому случаю турнир в Лувене, во время которого погиб Жан I, герцог Брабанта. Брак Генриха и Элеоноры продлился недолго: графиня умерла 12 октября 1297 или 1298 года в Генте во Фландрии, родив к тому моменту трёх детей. Она была похоронена в Вестминстерском аббатстве.

## Дети
В браке с Генрихом Барским Элеонора родила двух дочерей и сына. Это были:
- Элеонора, жена Лливелина ап Оуайна (умер в 1309), лорда Искоеда[8];
- Эдуард (1296—11 ноября 1336), граф Бара с 1302[9];
- Жанна (умерла 31 августа 1361), жена Джона де Варенна (30 июня 1286—29 июня 1347), 7-го графа Суррея (брак был аннулирован в 1315 году)[10].